# الفراري (مسلسل)
الفْرَاري مسلسل سوري من تأليف وإخراج غسان باخوس وبطولة بسام كوسا، أُنتج عام 1997 من قبل الهيئة العامة للإذاعة والتلفزيون السورية.

## القصة
يحكي المسلسل قصة شاب فار من الدولة العثمانية التي كانت تأخذ الرجال القادرين على الحرب إلى مايعرف بـ(السفر برلك) للمشاركة في الحرب التي خاضتها الدولة العثمانية أواخر عهدها.

## طاقم العمل

### الممثلون
- بسام كوسا
- فرح بسيسو
- عدنان بركات
- ،زهير رمضان
- نجاح حفيظ
- أندريه سكاف
- غسان مسعود
- فارس الحلو
- بسام لطفي
- محمد ناصيف
- عمر حجو
- نبيلة النابلسي
- فايز أبو دان
- حسام عيد
- فاتن شاهين
- فائق عرقسوسي

### خلف الكواليس
- تأليف وإخراج : غسان باخوس
- كلمات الشارة: د.مروان صقر
- سكريبت: إيلي غريبة
- مخرج مساعد : باسم إبراهيم - أسامة شقير - فيصل المضياني

## روابط خارجية
- مشاهدة المسلسل على يوتيوب